# Гаеквад

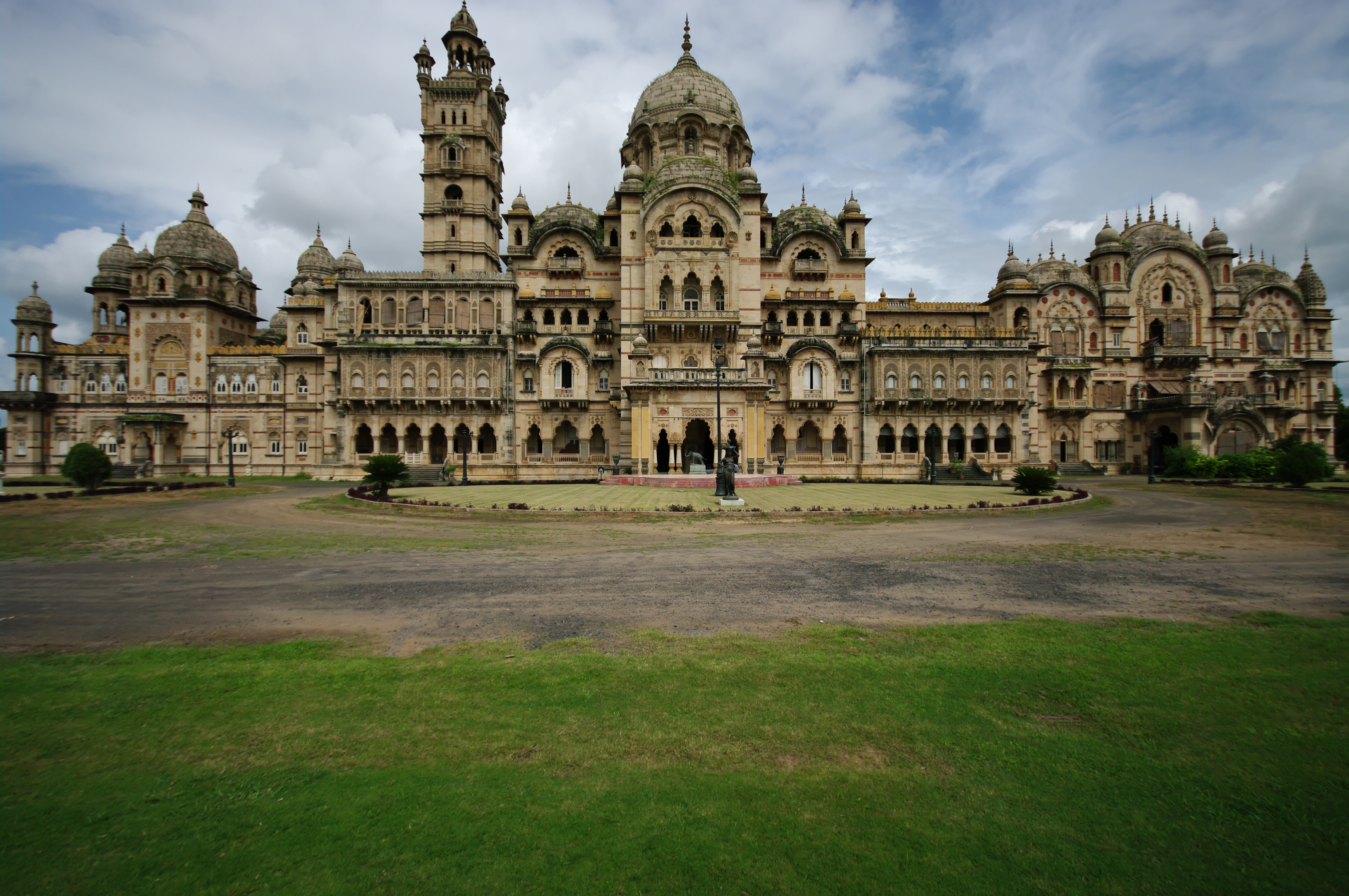
Дворец махарадж из рода Гаеквад в Вадодаре

Гаеквад, Гаяквад или Гайквад (гудж. ગાયકવાડ; маратхи गायकवाड) — маратхский клан, из которого вышли известные полководцы и раджи.
Возвышение клана началось с маратхского завоевания Гуджарата в начале XVIII века, когда в 1721 году маратхский генерал Пиладжи Гаеквад получил от пешвы право сбора налога «чаутх» («маратхская четвертина») с Гуджарата, и обосновался в форте Сонгадх, ставшем резиденцией клана Гаеквад. Так было основано княжество Барода с Гаеквадами в качестве правящей династии. В 1805 году по итогам второй англо-маратхской войны Гаеквады, заключив с англичанами отдельный субсидиарный договор, стали вассалами англичан, передав в их руки внешние сношения в обмен на внутреннюю автономию.
После раздела Британской Индии махараджа Пратап Сингх Гаеквад подписал договор, в соответствии с которым с 1949 года княжество Барода стало частью Индийского Союза, а сам он перестал быть правителем. Представители клана Гаеквад до сих пор живут в Индии и активно участвуют в политической жизни страны.